# Jeroni Girava
Jeroni Girava o Hieronymus Giraua (Tarragona. finals s. XV - Herculà, 1556) fou un matemàtic, cosmògraf i enginyer català. Va ser gentilhome de la casa reial a les ordres de Carles I i va morir d'un mal de costat amb febres viatjant en vaixell a Nàpols des de Milà en comissió de servei en arribar a Herculà
Fou un dels personatges il·lustres de Tarragona esmenats per Lluís Pons d'Icart com a autor de diversos llibres (entre ells dos de cosmografia i la Geometria d'Oronce Finé.

## Biografia
Va estudiar a les universitats d'Osca, Alcalá, Salamanca, París i Lovaina, sent doctor en teologia i bones lletres. El 1553, a Brussel·les, va ordenar  Los dos libros de Geometria práctica  de Oroncio Fineo, traduit al castellà per Jeroni Girava. Posteriorment es trasllada a Itàlia al servei del virrei de Nàpols (1559).
El 1563, ja de tornada a Espanya, entra al servei de Felipe II, treballant en les obres de l'Alcázar de Madrid, amb Joan Baptista de Toledo, que tenia en aquells dies com ajudants a Joan de València i a Juan de Herrera. El 1565 se li encarrega visitar les obres del Canal Imperial d'Aragó, com a expert en obres hidràuliques.
Pel que sembla, segons hipòtesi de Nicolás García Tapia, va poder ser l'autor de  Los veintiún libros de los ingenios y de las máquinas, conegut com el Pseudo-Juanelo Turriano, un manuscrit perdut del XVI del qual es conserva una còpia i que tracta fonamentalment sobre enginyeria hidràulica. L'atribució a Juanelo Turriano, «mecànic de Carles V i Felip II autor de complexos sistemes de rellotges i de grans elevacions d'aigües amb estranys artificis» ja va ser posada en dubte pels primers investigadors del manuscrit al segle xviii, ja que el llenguatge conté catalanismes i referències geogràfiques concretes. El manuscrit inclou 440 dibuixos molt minuciosos i d'excel·lent qualitat que complementen la precisa descripció dels processos tècnics, a més, les màquines i enginys van acompanyats del seu especejament, el que permet apreciar els detalls del seu funcionament.
Al gener de l'any 1556 Girava i Lastanosa reberen ordres de traslladar-se a Nàpols per assessorar a l'emperador en assumptes diplomàtics i d'enginyeria hidràulica.
Mesos més tard, pel camí, després de sortir de Milà per agafar el vaixell a Gènova, Girava moria inesperadament a Herculà el 9 de febrer d'un mal de costat.

## Obres

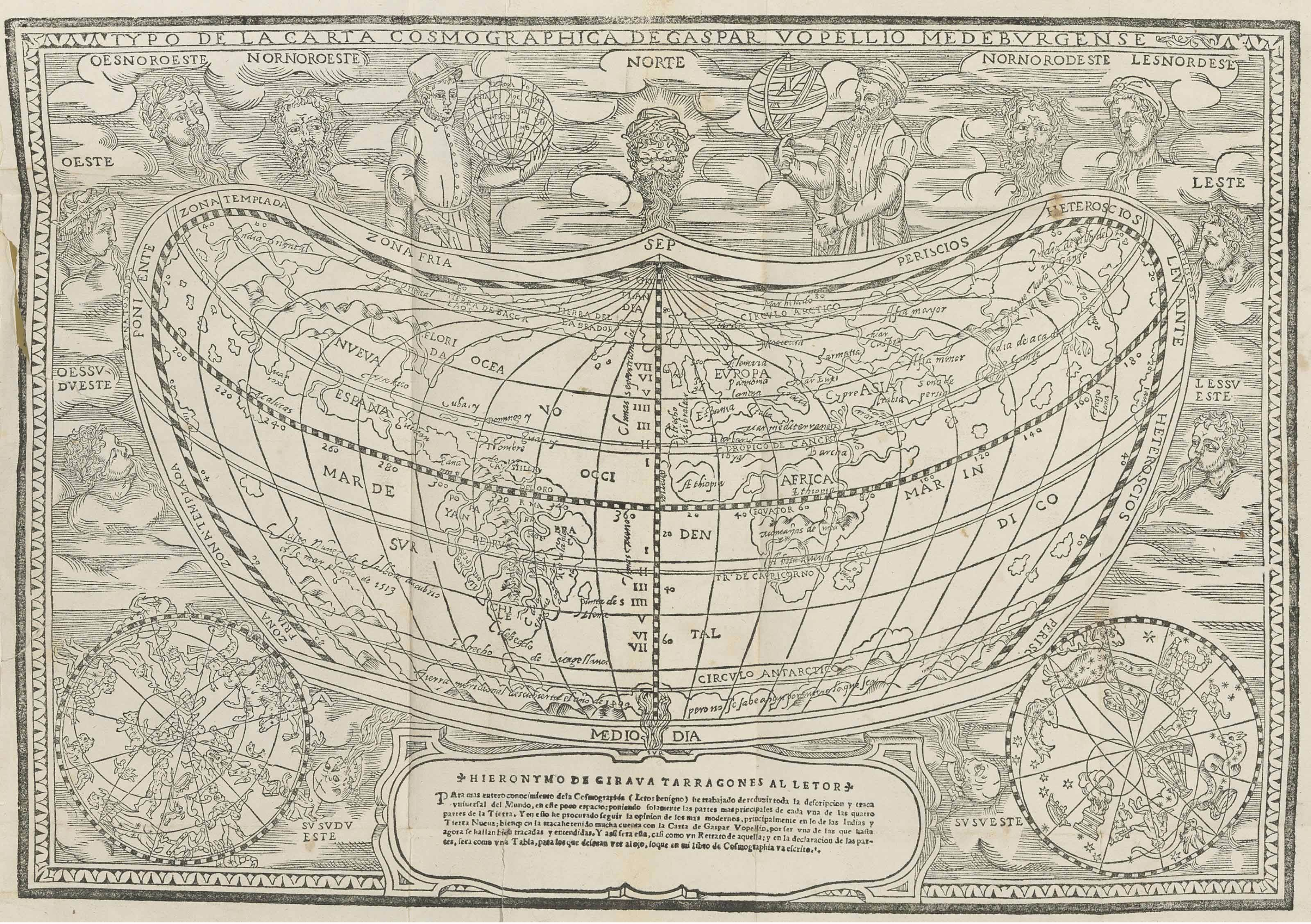
Carta cosmogràfica de Jeroni Girava, inspirada en la de Gaspar Vopellius..

Escriu dos llibres de Cosmografia prenent com a base la carta cosmogràfica que Gaspar Vopellio Medeburgense va fer l'any MDXLVII, per ser una de les més completes i ben traçades.
Se'n van fer dues edicions: la primera es va imprimir a Milà l'any 1556, i la segona en Venècia l'any 1570.
Es va decantar a favor del sistema astronòmic geocèntric i no l'heliocèntric, considerant que quan va publicar la Cosmographia només feia tretze anys (1543) que Copèrnic havia publicat la nova teoria, i el dictamen desfavorable de l'Església aconsellava als científics molta prudència.
També va escriure un tractat d'hidràulica, elogiat per Girolamo Cardano i avui perdut, que tenia el títol: Declaració de l'ús i fàbrica dels instruments d'aigua, molins i altres coses.

## Autoria de "Los veintiún libros de los ingenios y de las máquinas"
Segons hipòtesi de Vicente García de Diego, podria ser l'autor de  Los veintiún libros de los ingenios y de las máquinas, conegut com a "Pseudo-Juanelo Turriano", un manuscrit perdut del XVI del qual se'n conserva una còpia i que tracta fonamentalment sobre enginyeria hidràulica. L'atribució a Juanelo Turriano, «mecànic de Carles V i Felip II autor de complexos sistemes de rellotges i de grans elevacions d'aigües amb estranys artificis» ja va ser posada en dubte pels primers investigadors del manuscrit al segle xviii, ja que el llenguatge conté modismes i referències geogràfiques concretes, García de Diego l'atribueix a Jeroni Girava, que va ser «enginyer de Carles V». El manuscrit inclou 440 dibuixos molt minuciosos i d'excel·lent qualitat que complementen la precisa descripció dels processos tècnics, a part d'això, les màquines i enginys van acompanyats del seu especejament, fet que permet apreciar els detalls del seu funcionament.